# أم الطيور (اللاذقية)
أم الطيور قرية تتبع بلدية العيسوية في ناحية قسطل معاف التابعة لمنطقة اللاذقية في محافظة اللاذقية. تقع القرية على مسافة 30 كم شمالي اللاذقية في رأس البسيط ويبلغ عدد سكانها حوالي 2000 نسمة.
يمتد شاطئ القرية مسافة 12 كم، وحزؤه الجنوبي رملي والشمالي حتى رأس البسيط صخري اندفاعي. أعلنت المنطقة محمية طبيعية للمحافظة على الطيور المهاجرة والغابات الحراجية. هي قرية تقع في جبل التركمان وسكانها من القومية التركمانية وهم مسلمين السنة